# Zähringen (zamek)
Zähringen – dawny średniowieczny zamek wznoszący się nad Fryburgiem Bryzgowijskim, obecnie w ruinie. Od jego nazwy pochodziła nazwa dynastii i księstwa Zähringen, istniejącego od XI do XIII w. na terenach południowo-zachodnich Niemiec.

## Historia
Nazwa Zähringen pojawia się w źródłach od początku XI w., jednak nie sposób ustalić, czy ówczesne zapiski odnoszą się do zamku, czy do położonej u jego stóp wsi (obecnie części miasta Fryburga Bryzgowijskiego). Pierwsza wzmianka niewątpliwie wskazująca na istnienie zamku pochodzi z 1080 r. Wkrótce potem Bertold II przyjął tytuł księcia Zähringen, który kolejno nosili jego potomkowie do momentu wymarcia dynastii w 1218 r. Po tym fakcie o zamek spierali się hrabiowie Fryburga i władcy Niemiec; ci pierwsi zdołali go opanować podczas wielkiego bezkrólewia. W 1281 r. zniszczony zamek zajął Rudolf I Habsburg, a pokonani hrabiowie Fryburga zostali zobowiązani do jego odbudowy. Potem trafiał w różne ręce. Ostatecznie został zniszczony w okresie wojny chłopskiej. 
Główny element ruin stanowi okrągła wieża, pochodząca zapewne już XIII w., w górnej części zrekonstruowana. Poza nią znajdują się niewielkie pozostałości innych zabudowań i murów obronnych.